# NGC 1387
NGC 1387 is een elliptisch sterrenstelsel in het sterrenbeeld Oven. Het hemelobject werd op 25 december 1835 ontdekt door de Britse astronoom John Herschel.

## Synoniemen
- PGC 13344
- ESO 358-36
- MCG -6-9-7
- IRAS03350-3540
- FCC 184